# کریستینا مک‌هال
 کریستینا مک‌هال (انگلیسی: Christina McHale؛ زادهٔ ۱۱ مهٔ ۱۹۹۲) یک تنیس‌باز اهل ایالات متحده آمریکا است.